# Чрнковци
Чрнковци су насељено место у саставу општине Маријанци у Осјечко-барањској жупанији, Република Хрватска.

## Историја
До територијалне реорганизације у Хрватској налазили су се у саставу старе општине Доњи Михољац.

## Становништво
На попису становништва 2011. године, Чрнковци су имали 810 становника.

## Попис1991.
На попису становништва 1991. године, насељено место Чрнковци је имало 941 становника, следећег националног састава:
| Попис 1991.‍  | Попис 1991.‍  | Попис 1991.‍ | Попис 1991.‍ | Попис 1991.‍ |
| ------------ | ------------ | ----------- | ----------- | ----------- |
|              |              |             |             |             |
| Хрвати       | Хрвати       |             | 917         | 97,44%      |
| Македонци    | Македонци    |             | 4           | 0,42%       |
| Срби         | Срби         |             | 4           | 0,42%       |
| Југословени  | Југословени  |             | 2           | 0,21%       |
| Грци         | Грци         |             | 1           | 0,10%       |
| остали       | остали       |             | 2           | 0,21%       |
| неопредељени | неопредељени |             | 11          | 1,16%       |
| укупно: 941  |              |             |             |             |